# All around my hat
All around my hat is van oorsprong een Engels protestlied.

## Achtergrond
Het origineel stamt van ongeveer 1820 en beschrijft hoe een straatverkoper trouw blijft tonen aan zijn verloofde die wegens een kruimeldiefstal tot zeven jaar verbanning naar Australië werd veroordeeld. Hij toont zijn trouw door een wilgentwijg in de band van zijn hoed te dragen, een teken van rouw, dat gewoonlijk gedurende een jaar en één dag werd gedragen. Overigens wordt de trouw van zijn verloofde in het tweede couplet sterk in twijfel getrokken.

## Iers vrijheidslied
Niet lang na 1916 werd op basis van dit lied "The tricoloured ribbon" geschreven door Peadar Kearney. Deze Ierse vrijheidsstrijder nam deel aan de Paasopstand van 1916. Hier betreft het een vrouw wier verloofde omgekomen is tijdens deze Paasopstand, en welke zweert om voortaan in haar hoed de Ierse driekleur te dragen.

## Originele tekst
My love she was fair and my love she was kind too
And many were the happy hours, between my love and me
I never could refuse her, whatever she’d a mind to
And now she’s far away, far o’er the stormy sea.
All ’round my hat I will wear a green willow
All ’round my hat for a twelve month and a day
If anybody asks me the reason why I wear it
It’s all because my true love is far, far away.
Will my love be true and will my love be faithful?
Or will she find another swain to court her where she’s gone?
The men will all run after her, so pretty and so graceful
And leave me here lamenting, lamenting all alone.

### Nederlandse vertaling
In het Nederlands is de tekst ongeveer:
Mijn liefje was mooi en ook vriendelijk
En er waren heel wat gelukkige uren tussen haar en mij
Ik kon haar nooit weigeren, wat ze ook wilde
En nu is ze ver weg, ver over de woeste zee.
Rond mijn hoed zal ik groene wilgentakken dragen
Rond mijn hoed, twaalf maanden en een dag lang.
Als iemand me vraagt waarom ik ze draag:
Het is voor mijn geliefde, die ver weg is.
Zal mijn liefje rechtschapen en trouw zijn?
Of zal ze, daar waar ze heen is gegaan, een ander vinden die haar het hof maakt?
De mannen zullen allemaal achter haar aanlopen, zo mooi en charmant als ze is,
En ze zal mij hier treurend achterlaten, heel eenzaam treurend.

## Vertolkingen
Een bekende vertolking is die van de Britse folk band Steeleye Span uit (1975), die zelfs een geheel album, waar dit nummer op voorkomt, naar het nummer zelf heeft genoemd. In Nederland werd deze plaat in de winter van 1975-1976 veel gedraaid op Hilversum 3 en werd zodoende een grote hit in de destijds twee hitlijsten op de nationale popzender. De single bereikte de 10e positie in de Nederlandse Top 40 (destijds uitgezonden door de TROS met dj Ferry Maat) en de 11e positie in de Nationale Hitparade. 
In België  bereikte de plaat de 20e positie in de Vlaamse Ultratop 50 en de 14e positie in de Vlaamse Radio 2 Top 30.

## NPO Radio 2 Top 2000
| Nummer met noteringen in de NPO Radio 2 Top 2000 | '99  | '00  | '01 | '02  | '03  | '04  | '05  | '06  | '07  | '08  |
| ------------------------------------------------ | ---- | ---- | --- | ---- | ---- | ---- | ---- | ---- | ---- | ---- |
| All Around My Hat (Steeleye Span)                | 1065 | 1242 | 751 | 1134 | 1403 | 1324 | 1441 | 1589 | 1650 | 1453 |

1. ↑  Een vetgedrukt getal geeft de hoogste notering aan.
2. ↑  Deze tabel is bijgewerkt tot en met de laatste editie (2024).